# Питагорова теорема
Питагоровата теорема е една от най-важните теореми в евклидовата геометрия, изразяваща връзката между дължините на страните на правоъгълен триъгълник:
{\displaystyle a^{2}+b^{2}=c^{2}\!\,},
където {\displaystyle c} е дължината на хипотенузата, {\displaystyle a} и {\displaystyle b} са дължините на двата катета.
Теоремата носи името на древногръцкия философ и математик Питагор (570 – 495 пр.н.е.), на когото традицията приписва нейното откриване и доказване, въпреки че тя изглежда е известна дълго преди това. Същестуват свидетелства, че още математиците във Вавилон разбират тази зависимост.
Питагоровата теорема свързва както дължините на страните на правоъгълния триъгълник, така и площите на съответните им квадрати, т.е. тя има както площна, така и линейна интерпретация. Част от множеството доказателства на теоремата се базират на първата, а останалите – на втората, като използват различни алгебрични и геометрични методи. Питагоровата теорема може да бъде обобщена по различни начини, включително за многоизмерни или неевклидови пространства, за обекти, които не са правоъгълни триъгълници, и дори за обекти, които изобщо не са триъгълници, а n-мерни тела.

## Доказателства
Питагоровата теорема е една от теоремите с най-много различни доказателства, като броят им е не по-малък от 370.

### Доказателство с подобни триъгълници
Основа на това доказателство е пропорционалността на страните на два подобни триъгълника – съотношението на дължините на съответните страни на два подобни триъгълника е еднакво, независимо от техния размер.
Нека {\displaystyle \triangle ABC} е правоъгълен триъгълник, с прав ъгъл при върха {\displaystyle C}, както е показано на Схема 1. Построява се височината от върха {\displaystyle C}, като нейната пресечна точка със страната {\displaystyle AB} е точката {\displaystyle H}. {\displaystyle H} разделя хипотенузата на триъгълника с дължина {\displaystyle C} на части с дължини {\displaystyle d} и {\displaystyle e}. Новообразуваният триъгълник {\displaystyle ACH} е подобен на триъгълника {\displaystyle \triangle ABC}, защото и двата имат прав ъгъл, а ъгълът при върха {\displaystyle A} е общ за двата триъгълника, от което следва, че и третите ъгли на двата триъгълника, отбелязани на схемата с {\displaystyle e}, са равни. По същия начин триъгълникът {\displaystyle \triangle CBH} също е подобен на {\displaystyle \triangle ABC}. От подобието на триъгълниците следва равенството на съотношенията на съответните им страни:
{\displaystyle {\frac {a}{c}}={\frac {e}{a}}} и {\displaystyle {\frac {b}{c}}={\frac {d}{b}}}
Тези съотношения могат да бъдат записани и като:
{\displaystyle a^{2}=c\times e} и {\displaystyle b^{2}=c\times d}
При събиране на двете уравнения се получава:
{\displaystyle a^{2}+b^{2}=c\times e+c\times d=c\times (d+e)=c^{2}}
Този израз съвпада с питагоровата теорема:
{\displaystyle a^{2}+b^{2}=c^{2}\!}
Това доказателство се основава на съотношения на дължини, а не на площи. Въпросът, защо то не е използвано от Евклид, предизвиква дискусии в историята на математиката. Според някои изследователи, използваната в него теория на пропорциите, развита в следващите части на „Елементи“, по това време не е била достатъчно добре разработена.

### Доказателство на Евклид
Евклид дава доказателство в книгата си Елементи, Книга 1, Твърдение 47
Нека {\displaystyle \triangle ABC} е даденият правоъгълен триъгълник с хипотенуза {\displaystyle BC}. Построяваме квадратите {\displaystyle \square ACIH}, {\displaystyle \square ABFG} и {\displaystyle \square BCED} от външните страни на триъгълника. Тъй като лицето на всеки квадрат е равно на квадрата на дължината на страната му, за да докажем теоремата е достатъчно да се покаже, че лицето на {\displaystyle \square BCED} е равно на сумата на лицата на другите два квадрата. За целта спускаме перпендикуляра {\displaystyle AL} от точката {\displaystyle A} към правата {\displaystyle DE}. Нека той пресича правата {\displaystyle BC} в точката {\displaystyle K}. Построяваме също отсечките {\displaystyle CF} и {\displaystyle AD}.
Ъгълът {\displaystyle \angle CBF} е равен на сумата на ъглите {\displaystyle \angle ABC+\angle ABF}. Аналогично, {\displaystyle \angle ABD} е равен на сумата на {\displaystyle \angle ABC+\angle CBD}. Тъй като ъглите {\displaystyle \angle ABF} и {\displaystyle \angle CBD} са прави, а следователно и равни, следва, че {\displaystyle \angle ABD} е равен на {\displaystyle \angle CBF}. Освен това отсечките {\displaystyle BF=BA}, тъй като са страни на един и същ квадрат. Аналогично, {\displaystyle BD=BC}. От там следва, че триъгълниците {\displaystyle \triangle ABD\cong \triangle CBF} са еднакви, по признака за две страни и прилежащ ъгъл.
Лицето на триъгълника {\displaystyle S_{\triangle ABD}={\frac {1}{2}}S_{KBDL}}, тъй като {\displaystyle KB} е равна на височината към страната {\displaystyle BD} в {\displaystyle \triangle ABD}. Аналогично лицето на CBF е половината от лицето на ABFG. Тъй като двата триъгълника имат еднакви лица, следва, че лицето на ABFG е равно на лицето на KBDL. Аналогично се показва, че лицето на KCEL е равно на това на квадрата ACIH. Оттук следва, че лицето на BCED е равно на сумата на лицата на другите два квадрата, с което теоремата е доказана.

### Доказателства с преподреждане на фигури
Даден е квадрат със страна {\displaystyle c^{2}}. В него са построени четири триъгълника както е показано на чертежа със страни {\displaystyle a} и {\displaystyle b}. Полученият по средата квадрат е със страна {\displaystyle a-b}. Лицето на големия квадрат е {\displaystyle c^{2}} и е равно на лицата на триъгълниците {\displaystyle 4ab/2} + лицето на малкия квадрат {\displaystyle (a-b)^{2}}:
{\displaystyle c^{2}=2ab+(a-b)^{2}}
{\displaystyle c^{2}=2ab+a^{2}-2ab+b^{2}}
{\displaystyle c^{2}=a^{2}+b^{2}}

### Доказателство на Гарфийлд
Доказателството е публикувано през 1876 г., от Джеймс Гарфийлд (по това време депутат, а впоследствие президент на САЩ) като продължение на предишното, но без квадрати.
Даден е правоъгълен трапец с основи a и b и дължина на височината {\displaystyle a+b}, както е показано на чертежа.
От формулата за лице на трапец имаме {\displaystyle {\frac {(a+b)}{2}}\times {(a+b)}}
А от триъгълниците имаме, че лицето на трапеца е равно на: {\displaystyle {\frac {ab}{2}}+{\frac {ab}{2}}+{\frac {c^{2}}{2}}}.
Тоест: {\displaystyle {\frac {(a+b)^{2}}{2}}=ab+{\frac {c^{2}}{2}}}
{\displaystyle {\frac {a^{2}}{2}}+{\frac {b^{2}}{2}}+ab=ab+{\frac {c^{2}}{2}}}
{\displaystyle {\frac {a^{2}}{2}}+{\frac {b^{2}}{2}}={\frac {c^{2}}{2}}}
{\displaystyle a^{2}+b^{2}=c^{2}}

## Следствия и употреби

### Питагорова тройка
Питагорова тройка представляват три положителни цели числа {\displaystyle a+b} и {\displaystyle c}, такива, че {\displaystyle a^{2}+b^{2}=c^{2}}. С други думи питагорова тройка представляват дължините на страните на правоъгълен триъгълник, чиито дължини на страните са от множесвото на целите числа. Такава тройка често бива записвана като (a, b, {\displaystyle c}). Известни примери са (3, 4, 5) и (5, 12, 13).
Следва списък на някои питагорови тройки, за които a, b и {\displaystyle c} са по-малки от 100:
(3, 4, 5), (5, 12, 13), (7, 24, 25), (8, 15, 17), (9, 40, 41), (11, 60, 61), (12, 35, 37), (13, 84, 85), (16, 63, 65), (20, 21, 29), (28, 45, 53), (33, 56, 65), (36, 77, 85), (39, 80, 89), (48, 55, 73), (65, 72, 97)

### Питагорово тригонометрично тъждество
В правоъгълен триъгълник със страни a, b и хипотенуза {\displaystyle c} тригонометрията определя синуса и косинуса на ъгъла θ между страна a и хипотенузата като:
{\displaystyle \sin \theta ={\frac {b}{c}},\quad \cos \theta ={\frac {a}{c}}.}
От тук следва:
{\displaystyle {\cos }^{2}\theta +{\sin }^{2}\theta ={\frac {a^{2}+b^{2}}{c^{2}}}=1,}
където последната стъпка прилага теоремата на Питагор. Тази връзка между синус и косинус понякога се нарича основна питагорово-тригонометрична идентичност. В подобни триъгълници съотношенията на страните са еднакви независимо от размера на триъгълниците и зависят от ъглите.